# 桃宝食品
桃宝食品株式会社(とうほうしょくひん)とは、石川県小松市に本社を置く日本の食品メーカーである。

## 設立
- 1986年

## モットー
- お客様の満足する「おいしさ」を求め続ける
- お客様に「信頼される品質」の提供

## 所在地
- 本社      工場　石川県小松市安宅新町ネ84の1
- 小松野田工場　石川県小松市野田町乙38
- 東日本営業所　埼玉県越谷市東越谷2・10・15